# Jim Kenney
James « Jim » Francis Kenney, né le 7 août 1958 à Philadelphie, est un homme politique américain, membre du Parti démocrate. Il est maire de sa ville natale de 2016 à 2024.

## Biographie
Membre du conseil municipal de Philadelphie de janvier 1992 à janvier 2015, Jim Kenney se présente à l'élection du maire le 3 novembre 2015 et l'emporte largement sur la candidate républicaine Melissa Murray Bailey en obtenant 85 % des voix. Il entre en fonction le 4 janvier 2016. Il est réélu le 5 novembre 2019.

## Crédit d'auteurs
- (en) Cet article est partiellement ou en totalité issu de l’article de Wikipédia en anglais intitulé « Jim Kenney » (voir la liste des auteurs).